# Hedychium greenii
Hedychium greenii là một loài thực vật có hoa trong họ Gừng. Loài này được W.W.Sm. mô tả khoa học đầu tiên năm 1911.